# فرودگاه دریاچه سچیگو
فرودگاه دریاچه سچیگو (به انگلیسی: Sachigo Lake Airport) یک فرودگاه همگانی با کد یاتا ZPB است . این فرودگاه در کشور کانادا قرار دارد و در ارتفاع ۲۶۷ متری از سطح دریا واقع شده است.

## شرکت‌های هواپیمایی و مقصدهای پروازی
| شرکت‌های هواپیمایی  | مقصدهای پروازی                               |
| ------------------ | -------------------------------------------- |
| Perimeter Aviation | دریاچه سندی، وینیپگ جیمز آرمسترانگ ریچاردسون |